# Chiesa di San Giuseppe (Ortona)
La chiesa di San Giuseppe è un luogo di culto cattolico di Ortona, in provincia di Chieti, sede dell'omonima parrocchia e appartenente all'Arcidiocesi di Lanciano-Ortona

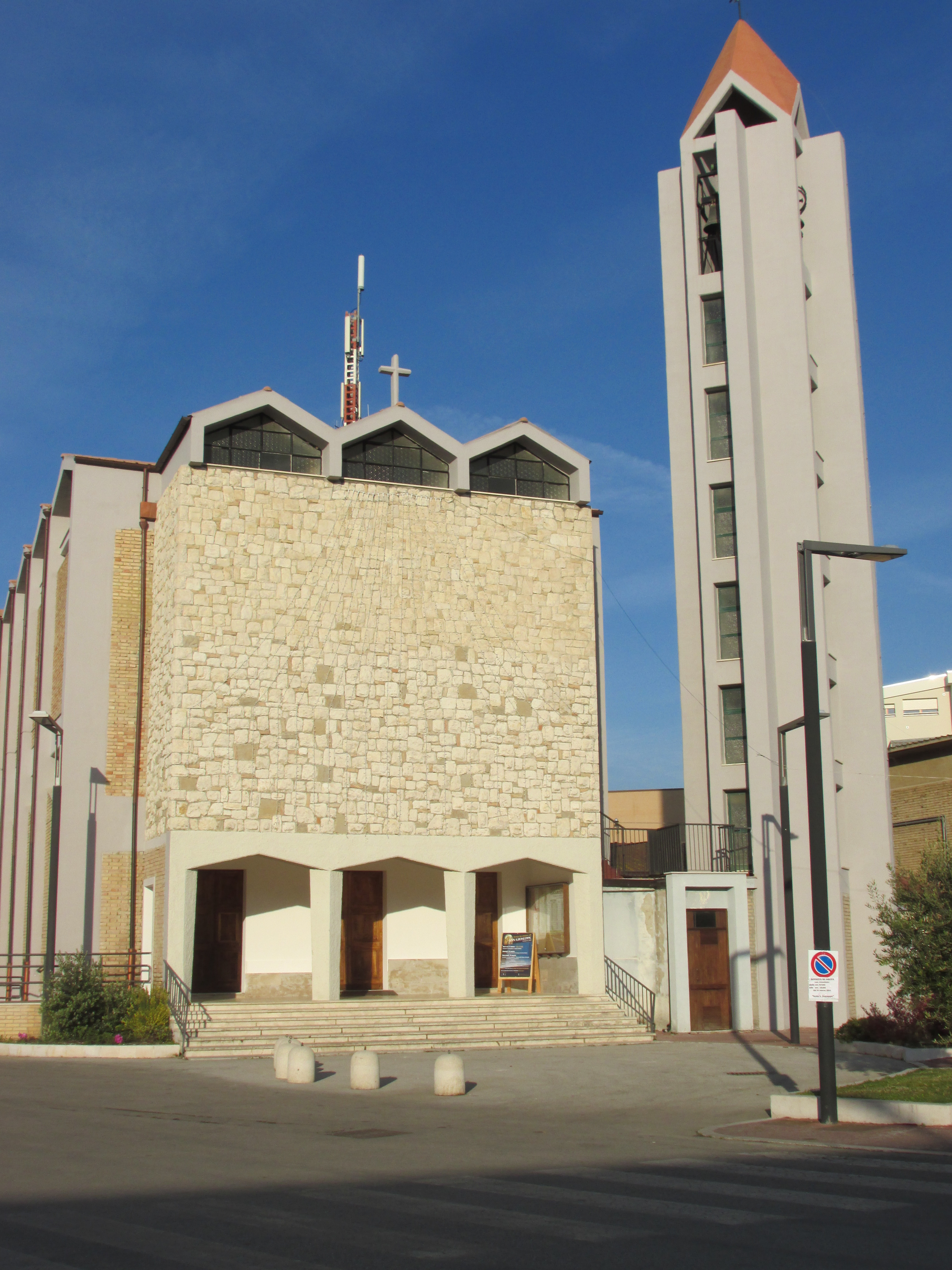
Facciata esterna della chiesa

## Storia
L'attuale chiesa ed il suo quartiere sono sorti su un'ampia area pianeggiante, ad ovest del nucleo storico, individuata per la realizzazione dei primi insediamenti abitativi post bellici; la zona si contraddistingue per la regolarità dell'impianto viario geometricamente lineare. Negli anni Sessanta le nuove esigenze urbanistiche ed abitative hanno imposto la scelta di una nuova zona di espansione per l'edilizia civile al di là delle vallate che cingono il promontorio ortonese. Il luogo di culto venne intitolato a san Giuseppe il 19 marzo del 1960 dal vescovo di Ortona Benigno Luciano Migliorini, O.F.M. Inizialmente la chiesa doveva essere intitolata a papa Pio X.

## L'interno
L'interno è a navata unica. Il presbiterio, rialzato, è stato successivamente rifatto secondo le norme del Concilio Vaticano II; sopra di esso spicca il grande crocifisso. Alla sinistra dell'altare è situato il tabernacolo, sorretto da una colonna di marmo, mentre sulla destra si trova l'ambone. Ai piedi del presbiterio, sulla sinistra, è il fonte battesimale in marmo.
Nella chiesa sono presenti tre statue raffiguranti  San Giuseppe patrono della parrocchia, la Madonna delle Missioni e San Pio X papa. All'interno della Cappella del Santissimo Sacramento viene custodita inoltre l'antica statua della Madonna delle Grazie.